# Захари Захариев (политик)
Захари Михайлов Захариев е български икономист и политик.

## Биография
Роден е на на 17 август 1949 година в София, България. Завършва висшето си образование със специалност „Международни икономически отношения“ във Висшия икономически институт. През 1977 година придобива докторска степен в Рейнския университет в Бон-Германия. Става доцент през 1982 година и професор през 1993 година. От 1994 година е академик към Европейската академия за наука културни и хуманитарни науки. Захари Захариев е съосновател и член на Академичния консултативен съвет към Форума за нова политика. Член е на постоянния международен консултативен съвет към Германската асоциация за международни отношения в Мюнхен. Захари Захариев е експерт-консултант в Китайския център за съвременен свят към ЦК на ККП. Съосновател е и член на управителния съвет на асоциацията на адвокатите от страните от Черноморския и Каспийския край. Основател на Славянския университет.

### Политическа дейност
През 1990 година взема учатие в Националната кръгла маса от квотата на Българската социалистическа партия (БСП). През същатата година е член на Съвета по възражения към Парламентарно-обществената комисия за телевизия и радио. Бил е член на Висшия съвет на БСП и депутат от XXXVI народно събрание от социалистическата партия. Създател на Фондация за социално-политически приложни изследвания и председател от 1990 година на Фондация за приятелство с Руската федерация и страните от ОНД. Президент на Българската национална асоциация „Един пояс, един път“, президент на Фондация „Славяни“ и член на борда на Банка „Славяни“.

#### Връзки с Държавна сигурност
В периода 1969 до 1986 година Захари Захариев е агент на Държавна сигурност – първоначално на Шесто, а след това на Второ главно управление – със служебните псевдоними „Стоянов“ и „Иванов“.

#### Политически скандали
През 2004 година името му се появява в списък, публикуван от иракския вестник „Ал Мада“, в който фигурират имената на партии и фирми, получавали петрол от Ирак в замяна на подкрепа за режима на Саддам Хюсеин. В този списък фигурира и БСП. Мнозина високопоставени лица в социалистическата партия настояват за неговото отстраняване от БСП.